# Maxime Murène
Maxime Murène est une série de bande dessinée fantastique.
- Scénario : Nicolas Jarry
- Dessins et couleurs : David Nouhaud

## Albums
- Tome 1 : La Vierge avortée (2005)

## Publication

### Éditeurs
- Delcourt (Collection Machination) : Tome 1 (première édition du tome 1).